# Liz Chicaje

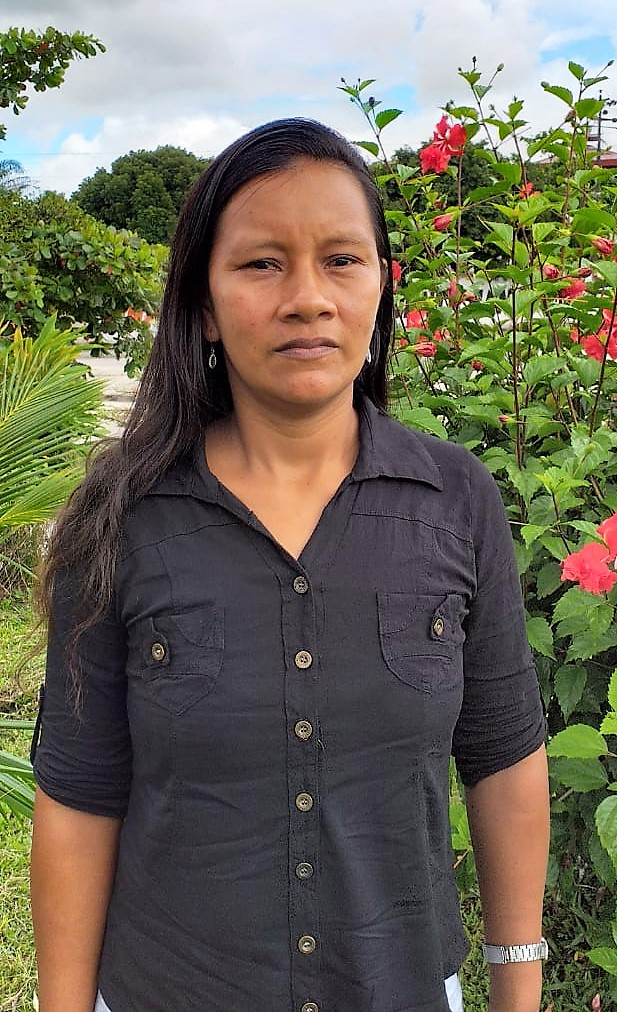
Liz Churay

Liz Chicaje Churay ist eine peruanische Naturschützerin.

## Leben
Chicaje gehört der Bora-Ethnie aus der Region Loreto an. Sie stammt aus einer Familie, die dem Clan „newat“ angehört, was auf Deutsch Habicht bedeutet. Sie wurde früh in der Gemeinschaftsarbeit aktiv; so war sie von 2012 bis 2014 als Schatzmeisterin im lokalen Milchkomitee tätig und setzte sich für die Ernährung der Kinder in ihrer Gemeinde Pucaurquillo ein. Ebenfalls beteiligte sie sich am nationalen Unterstützungsprogramm für die ärmsten Bevölkerungsschichten.

## Wirken
Chicaje machte sich als Verteidigerin der Rechte indigener Völker und des Umweltschutzes einen Namen. Sie wirkte als Präsidentin der Föderation der Indigenen Gemeinden des Ampiyacu (FECONA) und spielte eine wichtige Rolle bei der Schaffung des Nationalparks Yaguas im Januar 2018. Dieser Park schützt über 868.000 Hektar Regenwald und ist für die Biodiversität in Peru bedeutend. Chicajes Einsatz führte auch zur rechtlichen Anerkennung von über 100.000 Hektar Land für 13 Gemeinden.

## Auszeichnungen
Ihre Arbeit fand nationale und internationale Anerkennung, darunter 2019 der Deutsch-Französische Preis für Menschenrechte und Rechtsstaatlichkeit und der Goldman-Umweltpreis.